# Mickey Rivers
John Milton Rivers, dit Mickey Rivers, est un ancien joueur de baseball américain né le 31 octobre 1948 à Miami, en Floride. Joueur de champ extérieur, il a évolué de 1970 à 1984 dans les ligues majeures de baseball pour les Angels de la Californie, les Yankees de New York et les Rangers du Texas.